# Biserica Sfântul Ioan din Bacău
Biserica Sfântul Ioan se află în municipiul Bacău, fost înălțată între 1802 și 1812, se presupune, de către loan Mocanu și preotul loan Moisa. Pictura sa interioară reprezintă stilul bizantin și a fost realizată în doua etape, 1922-1931 și 1969-1970. În primele decenii ale secolului XIX, când încă nu aparuseră școlile publice, preoții acestei biserici îi învățau pe copiii de târgoveți să scrie și să citească.
Adresa de web este:
```
www.sfantulioan.webs.com
```